# Світ без нас
«Світ без нас» (англ. The World Without Us) — нехудожня книга про те, що станеться з природним і штучним середовищем, якщо люди раптом зникнуть, написана американським журналістом Аланом Вайсманом (англ. Alan Weisman) і опублікована видавництвом «Сант Мартінз Томас Данн Букз». Книга є розширеною версією його статті в «Діскавері» за лютий 2005 року «Земля без людей». Написана в основному як уявний експеримент, вона описує як руйнуватимуться міста і будівлі, як довго проіснують створені людиною речі, і як еволюціонуватимуть форми життя, що залишилися. Вайсман приходить до висновку, що житлові квартали покриються лісами впродовж 500 років, а радіоактивні відходи, бронзові статуї, пластмаса і гора Рашмор найдовше свідчитимуть про присутність людини на Землі.
Вайсман, будучи автором вже чотирьох книг і численних статей в журналах, подорожував по всьому світу для того, щоб опитати учених і представників влади. Він використав цитати з цих інтерв'ю для обґрунтування прогнозу. Книга була переведена і опублікована у Франції, Німеччині, Японії, Португалії, Іспанії і Італії. Вона добилася успіху у США, досягнувши 6-го місця в списку бестселерів «Нью-Йорк таймс» і першого місця в «Сан-Франсиско хронікл» у вересні 2007 року.

## Передісторія
Перед книгою «Світ без нас» Алан Вайсман написав чотири книги, у тому числі «Гавіотас: Село, яке знову відкрило світ» в 1998 році про екопоселення в Колумбії, і «Луна в моїй крові» в 1999 році про історію еміграції його сім'ї з України до США.
Він працював міжнародним журналістом американських журналів і газет і на момент написання був ад'юнкт-професором журналістики і латиноамериканських досліджень при Університеті штату Аризона. Посада вимагала від нього викладати тільки один курс впродовж весняного семестру, і він мав можливість вільно пересуватися і проводити дослідження впродовж іншої частини року.

## Зміст

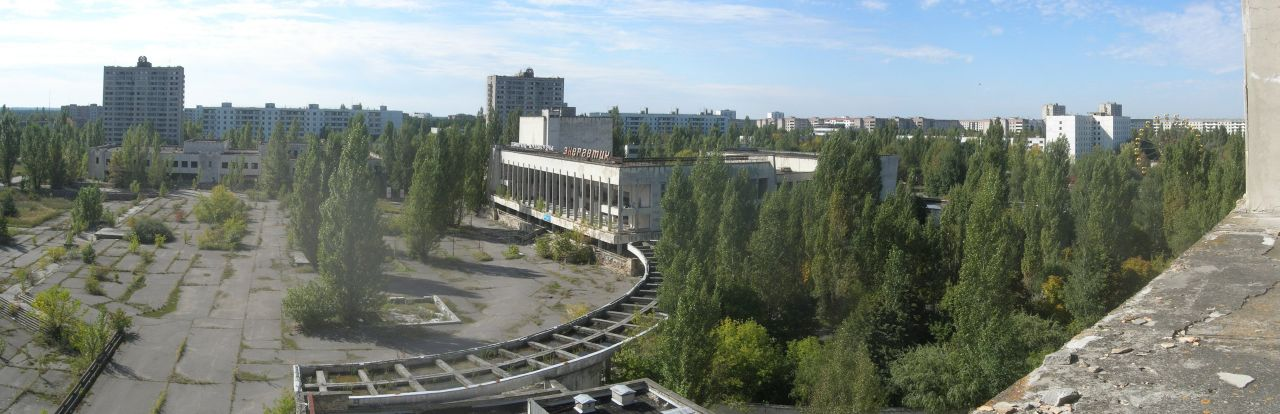
Покинуте місто Прип'ять

Книга складається з 19 глав, кожна глава присвячена новій темі, як, наприклад, можлива доля пластмаси, нафтової інфраструктури, ядерних об'єктів і предметів мистецтва. Книгу написано з позицій наукової журналістики з поясненнями і фактами, що обґрунтовують його пророцтва. У ній немає об'єднуючої описової частини, оглядової глави або набору тез.
Уявний експеримент Вейсмана досліджує дві теми: як природа реагуватиме на зникнення людей і те, яку спадщину залишить людство. Щоб передбачити, яким чином життя може тривати без людей, Вейсман розглядає дані з районів, де природне середовище існує з невеликим втручанням людини, як-то Біловезька пуща, риф Кінгмен і атол Пальміра. Він узяв інтерв'ю у біолога Е. О. Уїлсона і зустрічався з членами корейської федерації за екологічний рух у корейській демілітаризованій зоні, де з 1953 року рідко бували люди. Він намагається зрозуміти, яким чином може розвиватися життя, при цьому відмічаючи попередження Дугласа Ервіна, що «ми не можемо передбачити, як буде виглядати світ через 5 мільйонів років, з точки зору тих, що нині живуть».
Декілька глав присвяченіо мегафауні, яка згідно з пророцтвом Вейсмана у разі зникнення людства значно пошириться. Він досліджував ґрунтові зразки останніх 200 років і екстраполював концентрацію важких металів в майбутнє без промислового виробництва, вивчав можливість зміни рівня вуглекислого газу в атмосфері і наслідки відсутності людства для клімату.
Вейсман використав дані про зниклу цивілізацію майя, щоб проілюструвати як швидко природа приховує сліди існування розвиненого суспільства. Щоб продемонструвати, якої шкоди рослинність може завдати будовам і інфраструктурі, Вейсман опитав гідрологів і службовців Панамського каналу, де потрібно постійне стримування рослинності джунглів і заходи проти замулювання. Для ілюстрації майбутнього покинутих міст Вейсман розглядав приклади Чорнобиля (покинути у 1986) і Вароша на Кіпрі (залишений в 1974 році). Автор приходить до висновку про те, що їхні структури руйнуються під дією погодних умов, і інші форми життя створюють в них нові житла.
У Туреччині Вейсман порівнював сучасну практику будівництва в швидко зростаючому Стамбулі і методи будівництва минулого в підземних містах Каппадокії. Через великий попит на житло в Стамбулі значна частина нових споруд було побудовано швидко, з випадкових неякісних матеріалів і їх можуть зруйнувати великі землетруси або інші стихійні лиха. Кападокійські підземні міста було побудовано тисячі років тому з вулканічного туфа, і, швидше за все, вони можуть вижити ще упродовж століть.
Вейсман використав як модель сучасний Нью-Йорк, щоб розглянути як може руйнуватися непідтримуване людиною сучасне місто. На його думку, каналізація засмітиться, підземні потоки води наповнять тунелі метро, ґрунти під дорогами зазнають ерозії, утворяться підземні порожнечі. Використовуючи інтерв'ю з членами Товариства охорони дикої природи і представниками Нью-Йоркського ботанічного саду, Вайсман прогнозує, що місцева рослинність повертатиметься, поширюючись з парків і навколишніх зелених поясів. Щури і таргани, не забезпечені їжею і теплом, вимруть.
Вейсман пояснює, яким чином звичайний для США житловий будинок руйнуватиметься: спочатку вода проникне через дах всередину, почне роз'їдати деревину і цвяхи, що призведе до нахиляння стін і обвалу усієї будівлі. Через 500 років все, що залишиться, це алюмінієві деталі посудомийної машини, посуд із нержавіючої сталі і пластикові ручки. Набагато довше можуть проіснувати радіоактивні матеріали, кераміка, бронзові статуї, гора Рашмор, а в космічному просторі також позолочені таблички на апараті «Вояджер» і радіохвилі.

## Ресурси Інтернету
- The World Without Us — Офіційний сайт (англ.)
- Declinism Declined — Огляд книги (англ.)